# Filpea
Filpea – wieś w Rumunii, w okręgu Harghita, w gminie Subcetate. W 2011 roku liczyła 349 mieszkańców.